# Славянски конгрес
Славянски конгрес (на чешки: Slovanský sjezd) е събрание, проведено в двореца Жофин в Прага от 2 до 12 юни 1848 г.
В някои източници е наречен Първи славянски конгрес. Отличава се от аналогичното пангерманско национално събрание във Франкфурт.
Конгресът, събран по инициатива на чешките активисти (Павел Шафарик, Карел Зап), всъщност е събрание на представители на славянските народи, намиращи се тогава в границите на Австрийската империя (чехи, словаци, русини, хървати), но на него също така присъстват гости от други страни (поляци, сърби, черногорци, руснаци). Участва също известният руски революционер-анархист Михаил Бакунин, който е сред ръководителите на последовалото конгреса въстание. Общо се събират около 300 делегати.
За председател на конгреса е избран Франтишек Палацки – виден чешки историк и обществен деятел.
На конгреса са отделени 3 секции по регионално-езиков признак:
- чехословашка (с председател Павел Шафарик): чехи, моравци, силезци и словаци
- полско-русинска (председател Карол Либелт): 61 делегати – 40 поляци и 21 русини[3].
- южнославянска: словенци, хървати, сърби и далматинци

Химн на славяните на конгреса става песента „Хей, славяни“.
- Някои от участниците
- Франтишек Палацки
- Йозеф Хурбан
- Людовит Щур
- Станко Враз